# Широкое поле
«Широкое поле» (нем. Ein weites Feld) — роман Гюнтера Грасса 1995 года, вышедший в издательстве «Steidl Verlag». События романа происходят в Берлине в период между падением Берлинской стены и воссоединением Германии. В романе автор рисует панораму немецкой истории от революции 1848 г. до событий 1990 года. В книге предпринимается попытка литературной обработки и осмысления темы объединения Германии.
Книга вызвала неоднозначную реакцию аудитории. Тем не менее, в 1996 Грасс был удостоен премии Ганса Фаллады за публикацию этого романа.

## Содержание
Главный герой романа — Тео Вуттке, житель Восточного Берлина, ставший после 3 октября 1990 года гражданином объединённой Германии. Долгие годы герой находился под наблюдением осведомителя Штази Хофталлера, с которым он, тем не менее, сделался приятелем. 
Вуттке, подкованный в вопросах истории, выстраивает множественные параллели между воссоединением Германии в конце XX в. и её объединением во времена Бисмарка. 